# Flugplatz Ploče

i7
i11
i13
Der Flugplatz (kroat. Zračna luka Ploče, ICAO-Code: LDDP) war ein regionaler Flugplatz der kroatischen Stadt Ploče und lag 1 km südlich von Ploče an der Landstraße 8. Er bot eine Lande- und Unterstellmöglichkeit für Kleinflugzeuge.